# J'adore ma vie
J'adore ma vie est un téléfilm humoristique français réalisé en 2013  par Stéphane Kurc 

## Fiche technique
- Réalisateur : 	Stéphane Kurc
- Musique : 	Erwann Kermorvant
- Scénario et dialogues : Barbara Grau

## Distribution
- Armelle Deutsch : Angélique
- Thomas Jouannet : Damien
- Annelise Hesme : Sophia
- Gwendoline Hamon : Ludivine
- Mathias Mlekuz : Patrick
- Marie-Sohna Condé : Sandrine
- Jackie Berroyer : le psy
- Gaël Kamilindi : Mario